# Canito (football, 1956)
Pour les articles homonymes, voir Canito.
José Cano López, plus connu comme Canito, né le 23 avril 1956 à Llavorsí (Catalogne, Espagne) et décédé le 25 novembre 2000 à La Pobla de Montornès, est un footballeur international espagnol.

## Biographie
Canito est un footballeur très prometteur mais divers problèmes personnels l'empêchèrent d'atteindre le plus haut niveau.
Il se forme avec les juniors du CF Lloret. En 1975, il est recruté par l'Espanyol de Barcelone.
En 1979, le FC Barcelone d'Helenio Herrera paie 40 millions de pesetas plus trois joueurs (Alfredo Amarillo, Bio et Francisco Fortes) pour ses services. Il joue au Barça pendant deux saisons. Il retourne ensuite au RCD Espanyol. En 1982, il rejoint le Real Betis, puis le Real Saragosse en 1984. Après une saison avec l'Os Belenenses au Portugal, il met un terme à sa carrière de joueur à seulement 30 ans.
Il souffre de problèmes avec la drogue et l'alcool. Il décède en 2000 à l'âge de 44 ans alors qu'il se trouve dans une mauvaise situation économique.

### Style de jeu
Canito laisse le souvenir d'un joueur de grande classe, élégant, doté de caractère, polyvalent et très complet aussi bien techniquement que physiquement. Il joue à divers postes. Sa position naturelle est en défense, mais il joue aussi au milieu du terrain et Helenio Herrera le fait même jouer comme avant-centre.

### Équipe nationale
Canito dispute un match avec l'équipe d'Espagne, le 21 décembre 1978 à Rome face à l'Italie.